# La guineu. El rastre del passat
La guineu. El rastre del passat (títol original en alemany, Die Füchsin: Spur in die Vergangenheit) és un telefilm alemany del 2018 dirigit per Sabine Derflinger. És la tercera entrega de la sèrie de pel·lícules de ficció criminal d'ARD La guineu amb Lina Wendel i Karim Chérif en els papers principals. S'ha doblat i subtitulat al català per a TV3, que va estrenar-la el 17 de novembre de 2024.

## Sinopsi
Els detectius Anne Fuchs i Youssef El-Kilali investiguen l'assassinat d'Astrid Altmann, activista contra l'especulació urbanística a la vila carbonera d'Ekenbach, prop de la frontera amb Bèlgica, Luxemburg i els Països Baixos, i del seu gendre Carsten Mehring, propietari d'un abocador de residus. Bettina Mischinger, gran inversora immobiliària, compra el silenci de l'alcalde René Röpers per poder acaparar terrenys dels veïns d'Ekenbach, on vol construir un immens outlet-center. L'aclariment dels fets gairebé costarà la vida dels dos detectius privats.

## Repartiment
- Lina Wendel: Anne Marie Fuchs
- Karim Chérif: Youssef El Kilali
- Jasmin Schwiers: Simone Papst
- Robert Dölle: Ralf Eisner
- Florian Bartholomäi: Florian Boehm
- Torsten Michaelis: Olaf Ruhleben
- Sara Fazilat: Saida

## Producció
El rodatge va tenir lloc del 12 d'octubre al 14 de novembre de 2017 a Colònia i a Düsseldorf i els seus voltants.
La primera emissió el 17 de maig de 2018 a Erste va assolir els 4,36 milions d'espectadors i una quota d'audiència del 15,3 %.